# Affaire Marguerite Simonnet
L'affaire Marguerite Simonnet est une affaire judiciaire concernant le viol de Marguerite Simonnet à l'âge de 12 ou 13 ans par un jeune homme, à proximité de Rennes en 1466. Une enquête est rapidement ouverte. Néanmoins, celle-ci se révèle complexe et l’accusé n’est finalement pas condamné. Ainsi, cette affaire révèle la difficulté de punir le crime de viol au Moyen Âge.
Cette affaire judiciaire est issue des archives départementales de la Loire-Atlantique et a été étudiée par l’historien médiéviste Jean-Pierre Leguay dans l’ouvrage Violences Sexuelles, Mentalité, Histoire des cultures et des sociétés d’Alain Corbin en 1990. 

## Le viol au Moyen Âge
Au Moyen Âge, la religion chrétienne est en plein développement et exerce une grande influence sur la sexualité médiévale. De fait, l’Église surveille et réglemente fortement la sexualité en exigeant par exemple que les relations sexuelles aient lieu uniquement dans le cadre du mariage. Ainsi, même si ce n’est pas réellement pour les mêmes raisons qu’aujourd’hui, le viol était déjà perçu comme un crime majeur, représentant une réelle menace pour la société et pour les familles. À cette époque, la notion de « viol » et celle de « rapt » se confondent puisque ces deux actes sont marqués par une absence de consentement.
L’idée que le viol représente un véritable danger s’impose aussi dans le droit de l’époque. En effet, le droit romano-canonique le punit sévèrement, notamment par la peine de mort ou l’exil. Le droit coutumier, par exemple La Coutume d’Artois, réprime lui aussi rigoureusement le viol en administrant de différentes manières la peine de mort (pendaison, noyade…).

## Affaire judiciaire

### Faits
Le crime a lieu au milieu du XVe siècle près de Rennes, une ville importante du duché de Bretagne, qui connaît alors une grande expansion économique et sociale et dans laquelle règne une certaine insécurité.
La victime, Marguerite Simonnet, appartient à une famille laborieuse et honnête. Son père est artisan peintre dans un faubourg de Rennes. Alors qu’elle part dans les landes bretonnes voir sa sœur, elle rencontre sur son chemin deux cavaliers qui lui bloquent le passage et l’un d'eux, finalement, la viole.  
Elle n’a pas vraiment pu se défendre face à ses deux agresseurs, plus âgés et forts qu’elle mais aussi plus puissants socialement. Le premier, Guillaume Morino, est le fils d’une famille aisée et reconnue de commerçants de la ville, proche de la corporation des marchands espagnols. Le second est justement un Espagnol vendeur de laine, nommé Jehannico Darbieto, qui réside chez les Morino.
A la suite de son viol, Marguerite est recueillie par des voisins qui l’encouragent à dénoncer son agression. Ainsi, le 16 juin, elle fait alors une première déposition dans laquelle elle accuse Jehannico Darbieto de l’avoir violée. Elle donne de nombreux détails qui mettent en évidence la violence de l’acte («luy dit que si elle bougeoit que lui couperoit une oraille»), l’agression sexuelle («il mist son membre, c’est-à-dire son vit avec une main dedans son con»), et même l’éjaculation de l’agresseur («elle sentit descendre dudit membre une chose chaude et après remolit ledit membre»). De plus, son témoignage montre qu’elle a tenté de résister en vain («ne pouvoit remuer pour ce questoit trop pesant», «luy fit grand mal»).

### Enquête
La fin du Moyen Âge est une période au cours de laquelle la procédure inquisitoire s’impose progressivement sur la procédure accusatoire. En effet, l’utilisation de preuves irrationnelles comme le duel judiciaire est peu à peu abandonnée pour laisser place à une véritable enquête qui doit permettre d’apporter les preuves du crime. Avec ce nouveau système, la procédure pouvait aussi être lancée plus facilement, par exemple à la suite d’un simple soupçon, d’une rumeur publique ou encore de la dénonciation de la victime.  
C’est justement ce qui se passe pour cette affaire, puisque, dès le lendemain de l’agression, une enquête est ouverte et menée par un notaire de la cour de Rennes. Compte tenu de la gravité du crime, l’accusé est incarcéré mais il faut désormais prouver le viol afin qu’il soit condamné. La victime est interrogée une seconde fois, ainsi que plusieurs témoins qui confirment avoir entendu des cris et témoignent de l’état de choc dans lequel ils ont retrouvé la fillette. Néanmoins, les deux accusés, quant à eux, expliquent qu’il ne s’est rien passé et minimisent les faits.  
En outre, afin d’apporter des preuves plus concrètes, des examens médicaux sont réalisés rapidement. Marguerite Simonnet est donc examinée minutieusement, une première fois par deux matrones qui constatent effectivement le viol puisque les lèvres de la victime sont meurtries et enflées et des taches de sperme et de sang sont présentes sur son corps. Cependant, une seconde expertise plus tardive et moins rigoureuse est réalisée par des femmes non spécialistes qui mettent en avant l’absence du viol. La procédure d’enquête ne fournit donc pas de certitudes absolues puisque plusieurs conclusions s’opposent. 

### Résultat de la procédure
Finalement, même si le viol est en théorie puni de mort et malgré plusieurs preuves de l’agression, la procédure d’enquête ne va pas aboutir et l’accusé n’est pas condamné. En effet, l’affaire se termine en fait par un accord financier de 33 livres et 15 sous (l’équivalent d’un mois de salaire pour un ouvrier) conclu entre le père de la victime et celui de Guillaume Morino, représentant de Jehannico Darbietto. 
Les extraits de la procédure judiciaire semblent mettre en avant que des pressions ont été exercées. Tout d’abord, la puissante famille Morino paraît avoir eu de l’influence sur celle de la victime assez modeste, en proposant une somme d’argent pour mettre un terme à l’affaire. De plus, la dernière expertise médicale, innocentant les accusés, a l’air peu fiable puisqu’elle n’est pas réalisée par une matrone mais par l’épouse du gardien de la prison dans laquelle est incarcéré l’accusé. Par ailleurs, l’avenir de la victime, Marguerite Simonnet, semble assez compromis parce que la jeune fille a été déflorée et ne pourra ainsi pas se marier.
Cette affaire méconnue révèle donc la difficulté pour la justice de l’époque de punir le viol. De fait, comme le souligne Annick Porteau-Bitker, «les condamnations pour viol et plus encore les exécutions sont rares» au Moyen Âge. En effet, la punition dépend du statut, de la renommée et de l’ordre matrimonial de la victime. La sanction la plus fréquemment appliquée est l’amende ou la compensation pécuniaire qui peuvent être parfois assez lourdes mais souvent aussi négociées.  